# Owsley (musicien)
Pour les articles homonymes, voir Owsley.
Will Owsley, né le 6 mars 1966 à Anniston et mort le 30 avril 2010 à Franklin (Tennessee), est un auteur-compositeur-interprète américain du genre power pop et rock. 

## Biographie
Owsley chante et joue la guitare, la guitare basse, le piano et la mandoline.  Il a été  aussi guitariste dans le groupe de Amy Grant. En plus Owsley est ingénieur du son et  producteur de musique. Apparemment, il s'est suicidé en avril 2010.

## Discographie
- 1999 : Owsley
- 2004 : The Hard Way
- 2005 : Psycho / Upside Down